# Vol d'œuvre d'art

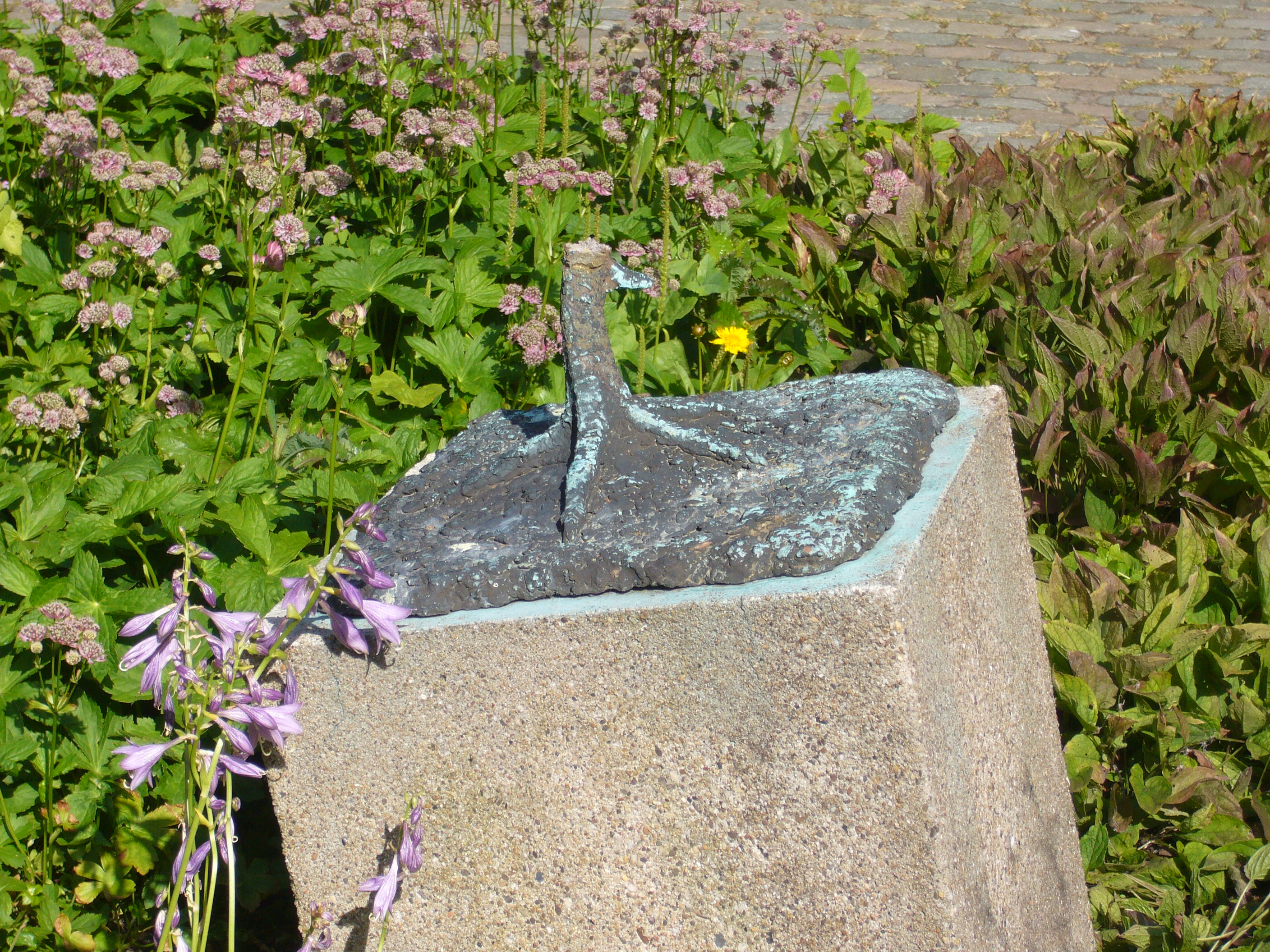
Sculpture de Jos van Riemsdijk volée

Le vol d'œuvre d’art désigne le fait de voler une œuvre d'art. Il concerne notamment les tableaux volés.
Le vol d'œuvre d'art peut se faire par opportunité, par effraction ou interne (vol par les propres employés de musée). Il peut s’effectuer de manière isolée, mais plusieurs évènements ou périodes sont également connus pour avoir été le sujet de très nombreux vols d'objets d'art.

## Chiffres-clés
En 2016, la base de données d’Interpol répertorie 49 000 œuvres d’art volées à travers le monde. Entre 2000 et 2009, 289 œuvres ont été dérobées dans les musées français.

## Histoire
Les vols durant le Premier Empire de Napoléon Ier, les vols en Europe qui ont permis la constitution du trésor des nazis sont de notoriété publique.
Les vols d'objets d'art et le pillage d'objets d'archéologiques sont nombreux durant la guerre d'Irak.
Le 6 décembre 2011, la Japon a restitué 1 205 livres royaux anciens à la Corée qui avait fait l’objet, lors de sa brutale colonisation par ce pays de 1910 à 1945, de très nombreux pillages de ses plus belles productions artistiques : céramique, œuvres d’art, manuscrits, etc. tandis que le reste était systématiquement détruit.
De nombreuses œuvres d'art mises à disposition à des musées, ambassades, mairies et autres administrations françaises, ayant disparu (par égarement, vol, ou destruction), une Commission de récolement des dépôts d'œuvres d'art (CRDOA) est créée par un décret du 20 août 1996 et placée auprès du Ministre de la culture et une base de données — la base Sherlock — qui dresse un catalogue de ces œuvres recherchées est mise en ligne publiquement en 2014. La consultation de cette base en 2016 révèle que 23 000 œuvres sont recherchées et que 1 346 d'entre elles ont donné lieu à un dépôt de plainte pour vol ou disparition.

## Surveillance et protection
Pour prévenir le vol, les propriétaires des œuvres d'art mettent en place une surveillance volumétrique (intérieure), périphérique (extérieure) et périmétrique (surface) du bâtiment abritant ces œuvres (détecteurs, vidéo-surveillance, gardes).
Il existe différents systèmes mécaniques pour protéger les œuvres d'art : cadres à claire-voie censés éviter le décrochage des tableaux de peinture par l’arrière, vis à inserts contre l’arrachage, fixations camouflées voire invisibles, et pour les œuvres les plus petites, des panneaux de présentation de grandes tailles plus difficiles à transporter. Les ateliers d’ingénierie du musée du Louvre conçoivent leurs propres systèmes mécaniques. De nombreux systèmes électroniques ont également été inventés, comme le « cocon magnétique » autour d'une œuvre (champ magnétique invisible d’alerte qui épouse le contour de l’œuvre et définit une distance de sécurité réglable, prévenant toute intrusion ou contact au sein de son aire de détection).

## Vols célèbres d’œuvre d'art
| Lieu du vol d’œuvre                                                         | Date(s)          | Notes | Références |
| --------------------------------------------------------------------------- | ---------------- | --- | ---------- |
| La Joconde, Louvre                                                          | 21 août 1911     | Le vol de La Joconde est un des cas les plus célèbres de vol d’œuvre d'art. La Joconde a été volé par Vincenzo Peruggia, qui a été capturé deux ans après. | [ 7 ]      |
| Diverses œuvres, Musée des beaux-arts de Montréal                           | 4 septembre 1972 | Des voleurs armés ont attaqué le Musée des beaux-arts de Montréal et ont dérobé des joailleries, des sculptures ainsi que des tableaux, certains peints par Delacroix et Rembrandt. Le vol a été estimé à plusieurs millions de dollars. | [ 8 ]      |
| Œuvres de Picasso, Palais des Papes                                         | 31 janvier 1976  | 118 tableaux, dessins et œuvres de Picasso ont été volés durant une exposition au Palais des Papes à Avignon. | [ 9 ]      |
| Montres rares, Institut d'Art islamique L. A. Mayer                         | 15 avril 1983    | Plus de 200 montres et horloges rarissimes ont été volés à l'Institut Mayer, à Jérusalem. Parmi les montres, l'une d'entre elles aurait été réalisée par l'horloger franco-suisse Abraham Breguet sur ordre de la reine Marie-Antoinette. Cette montre est estimée à plus de 30 millions de dollars.                                               | [ 10 ]     |
| Treize œuvres d'art à Boston                                                | 18 mars 1990     | 500 millions de dollars de butin. Peintures de Vermeer, Rembrandt, Degas, Manet, Flinck. Voir : vol au musée Isabella-Stewart-Gardner de Boston en 1990. |            |
| Diverses œuvres, France                                                     | Automne 2000     | En France deux œuvres de Renoir, une de Derain et une d'Utrillo ainsi que diverses autres pour un vol estimé à plus d'un million de dollars. | [ 11 ]     |
| Œuvres de Rembrandt et Renoir, Nationalmuseum de Stockholm                  | 22 décembre 2000 | Des peintures de Renoir et Rembrandt ont été volés au Nationalmuseum de Stockholm en Suède. Trois voleurs armés, qui ont détourné l'attention de la police au moyen de voitures chargées d'explosifs, ont réalisé la casse et se sont échappés en bateau.                                                                                          | [ 12 ]     |
| Peintures de Van Gogh, Musée Van Gogh                                       | 8 décembre 2002  | Les deux peintures de Van Gogh Congrégation quittant l'Église réformée de Nuenen et Vue sur la mer à Scheveningen ont été volés au musée Van Gogh d'Amsterdam. Deux hommes ont participé au vol, estimé à une valeur de 30 millions de dollars américains d'après le FBI.                                                                          | ,          |
| Le Cri et La Madone, Musée Munch                                            | 22 août 2004     | Une des versions originales du Cri ainsi que La Madone de Munch ont été subtilisées. Les deux peintures ont été récupérées deux ans après, non endommagées. | [ 15 ]     |
| Divers œuvres, Museum da Chàcara do Céu                                     | 24 février 2006  | Les peintures suivantes ont été volées au Museum da Chàcara do Céu à Rio de Janeiro, au Brésil : l'Homme au teint maladif écoutant le bruit de la mer de Salvador Dalí, La Danse de Pablo Picasso, Le Jardin du Luxembourg de Henri Matisse et Marine de Claude Monet. Les voleurs ont profité du Carnaval de Rio pour s'introduire dans le musée. | [ 16 ]     |
| Sculpture de Henry Moore, Fondation Henry Moore à Perry Green (Royaume-Uni) | 15 décembre 2005 | L’œuvre dénommé Figure couchée 1969-70, une sculpture en bronze du sculpteur Henry Moore a été volée. Les voleurs ont tracté la sculpture de 3,6 × 2 × 2 mètres et de 2,1 tonnes en utilisant un camion et une grue. | [ 17 ]     |
| Divers œuvres, Musée d'art de São Paulo                                     | 20 décembre 2007 | Aux alentours de 5 heures du matin, trois hommes ont envahi le musée et volé deux peintures, considérées comme les plus précieuses : le Portrait de Suzanne Bloch de Pablo Picasso et Le producteur de café de Candido Portinari. | [ 18 ]     |
| Divers œuvres, Fondation et Collection Emil G. Bührle                       | 11 février 2008  | Quatre peintures impressionnistes ont été volés à la Fondation et Collection Emil G. Bührle en Suisse. Parmi cela, une œuvre de Monet et une autre de Cézanne. Le vol a été estimé à 163 millions de dollars. | [ 19 ]     |
| Divers œuvres, Musée d'Art moderne de Paris                                 | 10 mai 2010      | Le vol nocturne de 5 peintures de la collection du musée d'art a été reporté. Parmi elles, Pastorale d'Henri Matisse et La Femme à l'éventail d'Amedeo Modigliani. Le vol a été estimé à 100 millions d'euros. | [ 20 ]     |
| Divers œuvres, Kunsthal                                                     | 16 octobre 2012  | Sept peintures ont été volées du musée de Rotterdam. Parmi elles, la Femme devant une fenêtre ouverte de Gauguin et la Femme aux yeux fermés de Lucian Freud. | [ 21 ]     |
| Plusieurs parures en diamants et autres pierres précieuses                  | 25 novembre 2019 | Cambriolage de la voûte verte de Dresde. | [ 22 ]     |

## Vol d’œuvre d'art dans la fiction
Des genres comme le roman policier présente souvent des vols d’œuvres d'art comme étant excitants, suscitant l'admiration des générations. La plupart de ces sources ajoutent un aspect héroïque, voire d'aventure, au vol, le présentant comme un exploit. En littérature, le genre policier est consacré au vol et à la contrefaçon d’œuvre d'art. Au cinéma, l'histoire comporte des intrigues et des vols compliqués, complétés par des scènes d'évasion.

### Littérature
Dans The Man Who Stole the Mona Lisa, cette fiction historique tente de spéculer sur les causes du vol de La Joconde par Vincenzo Peruggia en 1911.
Dans The Tenth Chamber de Glenn Cooper, une ville fictive détourne un train, et vole entre autres artéfacts, le Portrait d'un jeune homme de Raphäel.
Dans Heist Society, un young movie réalisé par Ally Carter, un groupe d'adolescents dérobe le Henley.
Dans If Tomorrow Comes, un plan ingénieux pour voler un tableau de Francisco Goya est surveillé par un officier d'Interpol.
Dans St. Agatha Breast par T.C. Van Alder suit un ordre de moines cherchant à retrouver le voleur d'un travail de Poussin.

### Film
Hudson Hawk (1991), qui se concentre sur un cambrioleur forcé de voler des œuvres de De Vinci dans un contexte de domination mondiale.

### Télévision
FBI : Duo très spécial (White Collar, 2009-2014), Neal Caffrey, un voleur d'art et escroc s'allie à l'agent du FBI Peter Burke pour attraper des criminels. Cependant, Neal continue de voler des œuvres d'art sous différentes circonstances.
Leverage (2008-2012), une bande de criminels semi-repentis viennent en aide à des personnes dans un « style » Robin des Bois. La série présente des flashbacks sur les membres des différentes activités criminelles dont le vol d'œuvre d'art.